# Бик (притока Самари)
Бик (Биюк Самар) — річка в Україні, що протікає на північному заході Донецької області та сході Дніпропетровської. Ліва притока Самари (басейн Дніпра).

## Назва
Назва Бик походить від тюркського слова bujuk‖, що означає «великий, здоровий».

## Опис
Довжина 108 км, площа басейну 1430 км². Похил річки 0,82 м/км. Долина переважно трапециподібна, завширшки від 0,4 до 4,2 км. Заплава завширшки 0,1—2,1 км; є заплавні озера. Річище звивисте, його пересічна ширина 15—30 м, найбільша — 50 м. Використання річки: зрошення, господарське водопостачання.

## Розташування
Бик бере початок на схід від міста Добропілля. Тече переважно на захід, місцями на південний захід і південь. Впадає у Самару на захід від селища Петропавлівка.

## Притоки
Права: Сухий Бичок. 
Ліві: Водяна, Гришинка, Ковалиха.

## Населені пункти
Над річкою розташоване селище Святогорівка і (частково) місто Добропілля, а також села: Ганнівка, Криворіжжя, Андронівка, Слов'янка, Троїцьке, Самарське та селище Петропавлівка.